# Babine Lake
Babine Lake är en sjö i Kanada.   Den ligger i provinsen British Columbia, i den centrala delen av landet, 3 700 km väster om huvudstaden Ottawa. Babine Lake ligger 709 meter över havet. Arean är 495 kvadratkilometer. Den sträcker sig 97,8 kilometer i nord-sydlig riktning, och 93,8 kilometer i öst-västlig riktning.
Följande samhällen ligger vid Babine Lake:
- Granisle (303 invånare)

Trakten runt Babine Lake är nära nog obefolkad, med mindre än två invånare per kvadratkilometer.